# Caballo chileno
El caballo chileno, también conocido como corralero, es una raza de caballo presente en las zonas rurales y, actualmente, también en las zonas urbanas de Chile debido al auge que ha tenido la crianza, tenencia y práctica de deportes ecuestres —tales como la rienda, el rodeo, y los paseos— en las regiones del centro (Región de Valparaíso, Región Metropolitana de Santiago, Región de O'Higgins, Región del Maule, Región de Ñuble y Región del Biobío) y del sur (Región de La Araucanía, Región de Los Ríos y Región de Los Lagos) de este país. Hay criaderos y clubes federados funcionando desde Arica hasta Punta Arenas y, además, se ha sumado una asociación de criadores de caballos chilenos en Brasil, donde son muy apreciados por su aporte funcional para la rienda y otros deportes, siendo los primeros lugares en competencias como el Freno de Oro para caballos chilenos o descendientes de chilenos.
Presenta una musculatura especializada para la velocidad en tramos cortos y una adaptación para una vida en áreas montañosas. Sus cascos son fuertes y su doble capa de pelo, larga en invierno y corta y lustrosa en verano, lo hace muy adaptable tanto a climas fríos como a cálidos y secos. Es utilizado para diversas actividades ganaderas como para arrear ganado. Debido a su mediana alzada es especial para la práctica del rodeo chileno.
Durante el primer gobierno del presidente Sebastián Piñera Echenique fue declarado monumento natural chileno.

## Historia

### Antecedentes
El 23 de mayo de 1493, por medio de un escrito de los Reyes Católicos que ordenaba el envío al Nuevo Mundo de veinte caballos y cinco yeguas escogidos en el reino de Granada, fueron enviados los primeros caballos a América en el segundo viaje de Cristóbal Colón, arribando a la Isla Española en 1493. Desde ahí se multiplicaron para reunirse posteriormente en gran número en Jamaica y México, desde donde la Corona española concedió los caballos suficientes a los conquistadores para llevar a cabo sus expediciones al interior del continente americano. Estos caballos eran de raza española y eran principalmente de tres tipos: el caballo andaluz de la época, el caballo español de Castilla y el caballo tipo jaca y rocín.

### Origen

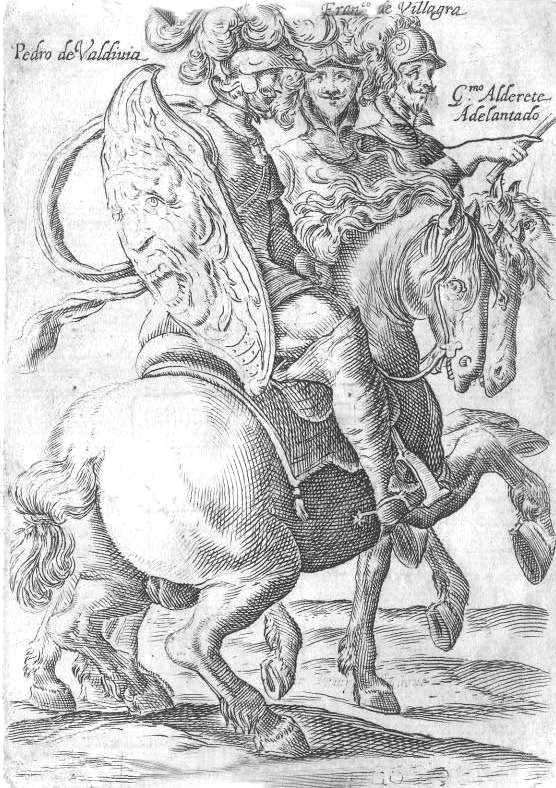
Los primeros caballos fueron introducidos en Chile por el conquistador Pedro de Valdivia desde el Virreinato del Perú.

El origen del caballo chileno se remonta a 1540, cuando el conquistador Pedro de Valdivia introdujo desde el Virreinato del Perú en su expedición los primeros 75 ejemplares, entre potros y yeguas, con los que cruzó el desierto de Atacama. En la expedición, realizada en época de poca nieve (que cae en las zonas altas) para intentar reducir la dificultad del recorrido, Valdivia perdió buena parte del ganado. Tres años más tarde, Alonso de Monroy llevó 70 animales más, los que se incrementaron con cuatro remesas que llegaron desde Cuzco (Perú), que en menos de siete años conformaron una masa caballar de alrededor de 500 equinos, población que fue reforzada y mejorada con la inclusión de 42 reproductores escogidos de propiedad del gobernador García Hurtado de Mendoza. Estos animales eran de pequeña alzada, pero su descendencia se mezcló con animales de mayor tamaño y con el transcurso de los años esta población relativamente aislada conformó una nueva raza.
En 1544 el caballo se consolidó en el territorio chileno debido al establecimiento del primer criadero del país a cargo del sacerdote Rodrigo González Marmolejo, quien con sus propias yeguas seleccionadas estableció su crianza en los sectores de Melipilla y Quillota. Luego, a mediados de la década de 1550, los guerreros mapuches incorporaron a sus filas al caballo gracias a la iniciativa del líder militar Lautaro. Más tarde se convirtieron en jinetes más valientes y expertos, superando en muchos casos a los conquistadores españoles.
El devenir del caballo en Chile continuó con la época de la Colonia, donde pueden identificarse tres territorios de desarrollo del caballo: una zona eminentemente agrícola y ganadera, ubicada entre los ríos Copiapó y Biobío, donde los caballos estaban destinados a las labores campesinas y al transporte, excepto en la zona de frontera de guerra —de esta zona que procede la raza conocida como caballo chileno, producida por la cruza de los caballos españoles con otras razas de mayor alzada—; una zona crecientemente ganadera bajo control mapuche, desde el Biobío a Los Llanos de Osorno, con importación de caballos desde las pampas y la Patagonia, tanto para servir de montura como de alimento y con uso en la guerra de Arauco y los malones al otro lado de los Andes; finalmente una zona de agricultura y ganadería reducida en Chiloé, donde los caballos fueron introducidos por los refugiados que huyeron de la destrucción de Osorno; como esta población se mantuvo aislada, no se cruzaron con razas más grandes y mantuvieron su pequeña alzada, terminando por formar la raza conocida como caballo chilote.
En esta época el auge del caballo fue aumentando, y comenzó a decrecer cuando sobrevino la Guerra de la Independencia y los ataques a las manadas de españoles y hacendados por parte de los patriotas.
Producto de más de un siglo y medio de trabajo y selección en el criadero que Pedro de las Cuevas y Guzmán tuvo en su hacienda «El Parral de Doñihue», a fines del siglo XVIII y principios del siglo XIX, surgió con fuerza la raza «cuevana», que se transformó en referente nacional y continental, y que originó los más importantes criaderos de fines del siglo XIX en la zona central de Chile.
En 1820 el caballo chileno comenzó a perfilarse con tres tipos definidos por sus usos: el de lujo o de paseo, constituido por ejemplares de contextura gruesa y corpulenta; el de paso o viajero, que era un caballo de pechos algo más angostos, cruz baja y muy andador; y el de marcha o trote, utilizado para faenas agrícolas y por el Ejército.

### Registro genealógico
Encabezado por Raimundo Valdés en 1893, un grupo de criadores —preocupados por la presión existente en la época por «mejorar la raza», por moda y por requerimientos de altura para el ejército u otras aplicaciones, sumado a la introducción de maquinaria que reemplazaba al caballo, lo que hizo disminuir su crianza de raza pura en el país— gestionó la apertura de un registro de raza pura. Es así como entonces se inauguró oficialmente el registro del caballo chileno, en un momento en que la formalización de las razas caballares era una idea que no existía en América. Esto convirtió al caballo chileno en la raza con registro más antiguo en el continente americano, y el tercer registro más antiguo en todo el hemisferio occidental. Entre 1893 y 1900, se logró inscribir un total de 262 ejemplares.
Es destacable que el criador argentino Carlos R. Dowdall haya descrito en su libro Criollo. El caballo del país (referido a Argentina) que, siguiendo el ejemplo de los chilenos, tomó la descripción del sello de raza del caballo chileno y lo transcribió igual para el criollo argentino, para guiar la crianza, que en Argentina se vio muy afectada por el mestizaje, al igual que en el resto de América. Chile, por su aislamiento geográfico y por la visión de sus criadores, pudo mantener el caballo chileno sin el nivel de mestizaje que se produjo en el resto de América.
En 1946 los criadores de caballo se organizaron y fundaron la Asociación de Criadores Caballares, actual Federación de Criadores de Caballos Raza Chilena, su primer presidente fue Alberto Echenique Domínguez.

### Disminución y recuperación
Esta raza ha sido principalmente empleada para trabajos agrícolas y ganaderos; sin embargo, a finales del siglo XIX se produjo el progresivo reemplazo del motor animal por el motor a vapor, y posteriormente por el de combustión, así como la mecanización y automatización de los procesos, sumado a la disminución en el tamaño de las propiedades agrícolas, la introducción de máquinas trilladoras que dejaron obsoletas las trillas con tropillas de yeguas que desgranaban las espigas de trigo, el que luego se venteaba para separar el grano de la paja, yeguas que eran la base de yeguas madres de esta raza. También la aparición de los ferrocarriles y automóviles sustituyeron al caballo como un medio de transporte, y la introducción de razas equinas especializadas en funciones de tiro, carruaje o carreras, que por moda distrajeron la importancia del caballo chileno.
Sin embargo el rodeo chileno, las pruebas de rienda y las carreras a la chilena en esos tiempos crecían en popularidad y mejoraban su organización. El rodeo tenía como regla que solo podían participar caballos de auténtica raza chilena, puesto que sus características morfológicas, funcionales y morales son las más aptas para la práctica de este deporte. Este hecho significó que la gente que practicaba este deporte criara exclusivamente caballos chilenos y así se fue recuperando la raza hasta consolidarse como tal.

### Realidad actual
Hasta 2002 esta raza de caballos era conocida como «caballo chileno»; sin embargo, ese año se unió con las razas vaqueras de países vecinos a Chile, aunque los registros de caballos chilenos nunca llegaron a abrirse y en 2011 se acordó por los criadores mantener cerrados dichos registros, ante lo cual la Federación Internacional de Criadores de Caballos Criollos (FICCC) cerró sus registros de criollos para nuevas incorporaciones de caballos chilenos. Lo mismo para Argentina y Uruguay, donde potros como El Escudo Duende, del prestigioso Miguel Balic QED, se desempeñaron exitosamente en rienda, paleteadas y rodeo, y muy apreciado entre los criadores argentinos. Otro caballo chileno y de mayor éxito en el extranjero ha sido Hornero, criado en La Invernada, que produjo 14 hijos campeones del Freno de Oro, 12 hijos Freno de Plata, y 15 hijos Freno de Bronce (desde 1993 han competido por separado machos y hembras). Adicionalmente, ha producido desde 1982 más de 12 grandes campeones morfológicos en la exposición más importante de Brasil.
Los criadores de criollos comparten el deseo de los criadores de caballos chilenos de conservar los caballos vaqueros. Es por esto que esta raza se comenzó a llamar en forma no oficial y erróneamente «criollo chileno». Sin embargo estas dos razas son distintas puesto que los caballos chilenos tienen ascendencia del Virreinato del Perú y el registro de caballo chileno es cerrado, no así el registro de caballos criollos que permiten la incorporación de otros registros para mejorar la raza. Así el caballo chileno es considerado como un «mejorador» de raza de los criollos argentinos, brasileños y uruguayos. En reiteradas oportunidades los campeones del freno de Oro, máxima competencia de los criollos de Brasil, han sido caballos chilenos puros. Asimismo, en el libro de reproductores de mérito de 2011 de Brasil, algunos reproductores son chilenos puros, de criaderos chilenos, y otros son chilenos puros de criaderos de cabañas brasileñas o con gran influencia de sangre chilena, lo que les ha permitido un salto funcional de sus crianzas, en Argentina, Brasil y Uruguay, que adicionalmente han trabajado mucho y muy seriamente en la selección morfológica de sus criollos, trabajo que es más complicado en Chile por lo atomizado de la crianza y la falta de información y formación técnica profunda.
Por decreto supremo esta raza de caballos está a cargo de la Federación Criadores de Caballos Raza Chilena, entidad que regula la correcta inscripción de los caballos chilenos, siendo la SNA (Sociedad Nacional de Agricultura) el ente registrador principal, que informa al resto de los entes registradores como la SAGO (de Osorno), la SOFO (Temuco), ASOGAMA (Magallanes). El objetivo de esta federación es reglamentar, difundir y mantener pura la crianza de la raza de caballos chilenos. Su actual presidente es Luis Muñoz Rojas. Desde el 26 de abril de 2011, el caballo chileno es considerado monumento natural de Chile, mediante decreto supremo firmado por el presidente Sebastián Piñera.

## Características

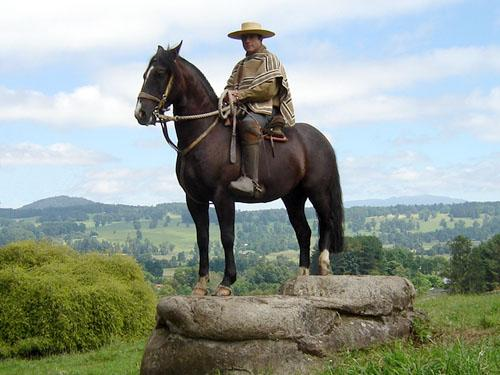
Huaso en su caballo chileno.

Hasta la irrupción del automóvil y las prácticas modernas de ganadería, la función principal de los caballos chilenos era servir como medio de transporte, trabajo de campo y montura de quienes trabajaban con ganado, por ello la selección estaba orientada a producir animales ágiles, resistentes y de tamaño mediano.
La alzada del caballo chileno es mediana, por lo general no supera los 145 centímetros, esto ayuda a que al momento de atajar un novillo lo haga con el pecho y no con las manos, lo que resultaría peligroso. El promedio de la alzada es de 1,42 metros en los machos y 1,40 en las hembras, además la amplitud de su perímetro torácico fluctúa entre desde 1,62 hasta 1,82 metros.
La cabeza es «acarnerada», muy parecido al caballo andaluz. El perfil curvo comienza desde la base de la frente en la línea que une ambos ejes. Las orejas son pequeñas a medianas y móviles, ollares dilatados, ojos vivos y ligeramente cubiertos por la arcada orbital. El cuello es corto y grueso, fuertemente insertado en la paleta. La frente plana. Las crines, tanto en la cola como en la tusa, moño y gatillo, son abundantes, gruesas y ondeadas. Los cascos, por su parte, son chicos, cerrados en los talones y por lo general de color negro, por selección, ya que la creencia popular es que el casco negro es más resistente. Las ancas no son partidas y caídas, tiene una inserción baja de la cola y sumida entre las nalgas. Presenta pechos amplios y extremidades son cortas (idealmente igual distancia de piso a pecho que, de pecho a cruz), buscándose una rodilla y corvejón bajos, lo que incide en un paso más largo. Existen diversos colores en los caballos, en general se aceptan todos los pelajes, de preferencia tapados, eliminando definitivamente los albinos totales o parciales (prohibida su inscripción en el registro). El parecido que tiene el caballo chileno con el caballo africano (del tipo caballo bereber, distinto del denominado caballo árabe) se debe a que hasta 1492 España estaba invadida por los musulmanes y se produjo una mezcla entre caballos africanos y españoles, dando como resultado un tipo de caballo característico.
De piel gruesa, con crines abundantes y onduladas, y además con poca cerneja. Debido al grueso de su piel, su doble pelaje, el que crece unos 3 cm en invierno, el caballo chileno no tiene mayores problemas en los climas más fríos, sobre todo en los de montaña —cabe señalar que Chile posee en gran parte de su territorio un clima de montaña frío, debido a la presencia de la cordillera de los Andes desde el norte hasta el extremo austral de su territorio—.
El caballo chileno es de una inteligencia especial, poseedor de una incomparable mansedumbre, agilidad y una increíble valentía, siendo su atributo máximo la resistencia para afrontar cualquier suerte de esfuerzos y arremetidas, hecho que fue demostrado durante la Guerra del Pacífico (1879-1883), cuando las tropas chilenas de caballería lograron cruzar sobre caballos de esta raza el desierto de Atacama y posteriormente combatir de forma victoriosa en las altas sierras de Perú.
Al igual que el resto de las razas criollas de caballos, el caballo chileno es extremadamente rústico. Su metabolismo es bajo, es muy sufrido, tiene buen sistema inmunitario y además cuenta con una gran capacidad de recuperación. Su jinete es el huaso, típico habitante rural de la zona central de Chile, aunque en la actualidad gran parte de sus adeptos y practicantes son gente de ciudad, puesto que el deporte se ha difundido fuertemente hacia las urbes y todo el territorio chileno, así como a Argentina, donde se ha adoptado el rodeo como propio en zonas como Mendoza y Buenos Aires, además de introducir reproductores chilenos para mejorar las funcionalidades de rienda y también para competir con ellos en rodeo, paleteadas y rienda con mucho éxito.

## Sello de raza

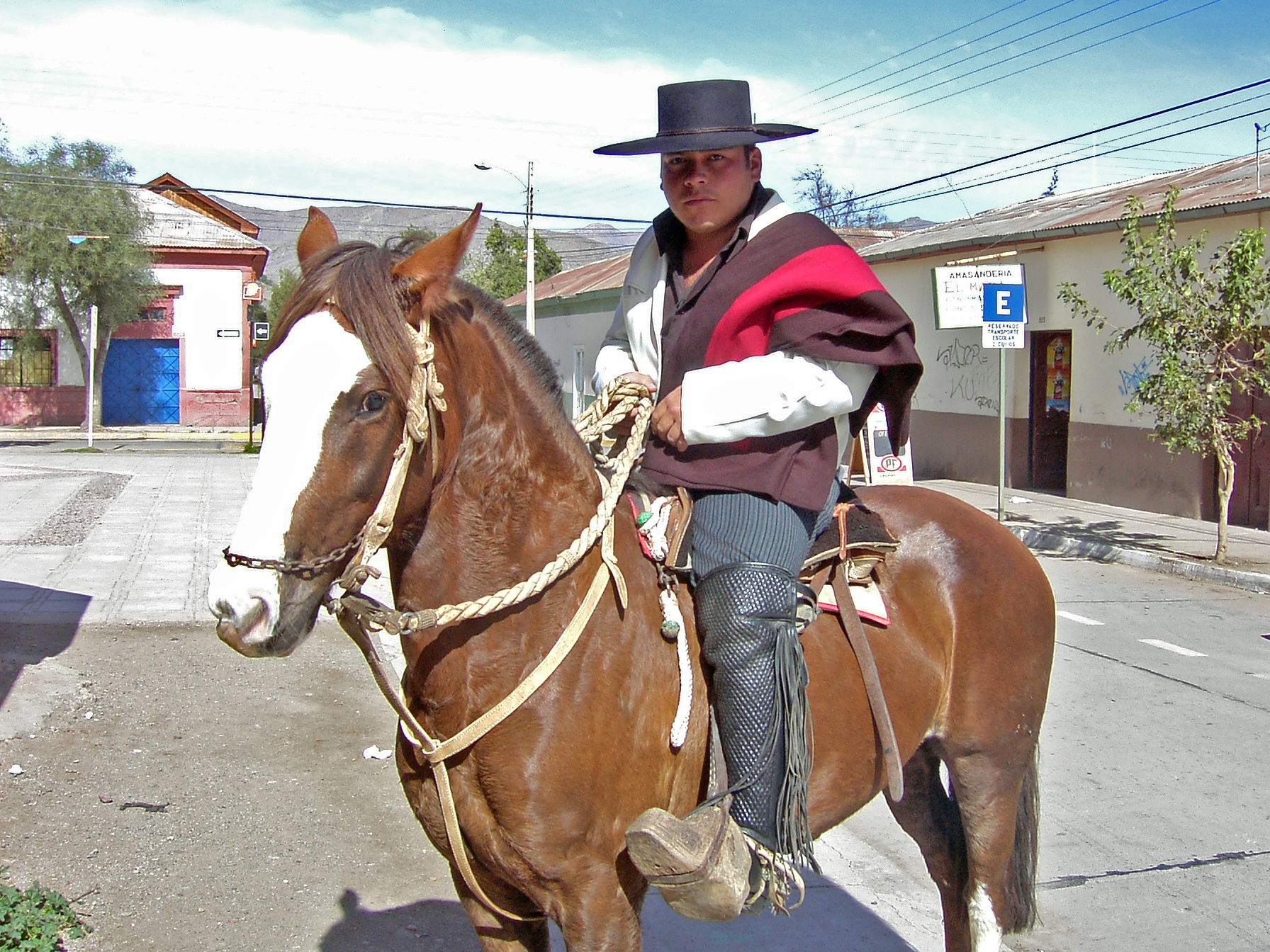
Joven de Vicuña, Chile, vestido de huaso para las celebraciones conmemorativas del combate naval de Iquique.

En todos los rodeos de Chile desde 1971, antes de comenzar la Serie de campeones o champion, los jinetes pasean sus caballos alrededor de la medialuna y un juez elige al «sello de raza», el caballo que mejor representa el ideal del caballo chileno. La elección de este ejemplar consiste en una formación que hacen los jinetes con sus caballos alrededor de la medialuna. En el centro se ubica el jurado que elige tres candidatos para que pasen al frente. Una vez en el centro de la medialuna, el jurado los examina en forma rigurosa y elige al que represente en mejor forma la raza chilena de caballos. Este premio es muy importante para los criadores y dueños de caballos en general, puesto que un caballo será más apreciado si ha sido elegido «sello de raza» en algún rodeo. Es importante destacar que para ser elegido sello de raza, el caballo debe haber premiado en las series de clasificación del rodeo, o sea, es un caballo que funcionalmente ya es excepcional como condición previa a ser elegido sello de raza.
El sello racial está preferentemente expresado en las características y perfiles del cráneo. El carácter de acampamiento, fuerza vital, mirada, calidad de las crines (en longitud, densidad y grosor en la región del moño, gatillo y cola) y otros aires que sin influir mayormente en la anatomía y fisiología del animal, le dan carácter típico.

## Criaderos
Los criaderos son lugares donde nacen y se crían caballos de cierta raza. En Chile existen más de siete mil criaderos de caballos chilenos diseminados a lo largo de su territorio. Entre ellos, una gran cantidad obedece a pequeños criadores cuya producción de crías no supera un ejemplar anual. Sin embargo, existen otros criaderos con crianzas de mayor envergadura que cuentan con varios reproductores y significativos planteles de yeguas madres o vientres que producen numerosas crías.
Uno de los usos importantes actualmente del caballo chileno es la práctica del rodeo, aunque también se destinan a rienda, pruebas ecuestres, rienda internacional, paseos, trabajo de campo y arreos de ganado a la cordillera, entre otros. Para correr en rodeo, existen varias agrupaciones que los organizan, la más importante es la Federación del Rodeo Chileno, para lo cual se debe estar inscrito como jinete en dicha federación a través de un club, que a su vez pertenece a una Asociación, la que depende de la Federación. Los caballos que participan de esta federación deben cumplir con ser caballos inscritos en los registros genealógicos del caballo chileno de la SNA (Sociedad Nacional de Agricultura).
Los criaderos que han tenido más ejemplares que han sido campeones nacionales son el Santa Isabel y el Santa Elba.

## Caballos destacados
Durante las distintas versiones del Campeonato Nacional de Rodeo, han destacado numerosos caballos que lograron títulos montados por destacados jinetes. Cabe destacar a los potros Bellaco, El Huila, Estruendo, Malulo, Reservado, Rival, Taco y Talento; a los caballos Ángamos, Avispado y Tabacón; y a las yeguas Guinda, Pelotera, Percala y Pichicucha. También se destacan caballos del movimiento de la rienda como Cachupín y Carretero. El reproductor que ha dado mejores crías, en cuanto a campeonatos nacionales se refiere, es Estribillo, que fue considerado el «mejor reproductor del siglo xx».